# Кильдебякское сельское поселение
Кильдебякское се́льское поселе́ние — муниципальное образование в Сабинском районе Татарстана Российской Федерации.
Административный центр — село Кильдебяк.

## История
Статус и границы сельского поселения установлены Законом Республики Татарстан от 31 января 2005 года № 38-ЗРТ «Об установлении границ территорий и статусе муниципального образования "Сабинский муниципальный район" и муниципальных образований в его составе».

## Население
| 2010 | 2011 | 2012 | 2013 | 2014 | 2015 | 2016 |
| ---- | ---- | ---- | ---- | ---- | ---- | ---- |
| 930  | ↘928 | ↘919 | ↘902 | ↘897 | ↘886 | ↘884 |
| 2017 | 2018 |      |      |      |      |      |
| ↗899 | ↘896 |      |      |      |      |      |

## Состав сельского поселения
| № | Населённый пункт | Тип населённого пункта       | Население |
| - | ---------------- | ---------------------------- | --------- |
| 1 | Кильдебяк        | село, административный центр |           |
| 2 | Мартыново        | село                         |           |
| 3 | Туктар           | деревня                      |           |